# Karaurus sharovi
Il karauro (Karaurus sharovi) è un anfibio estinto, appartenente agli urodeli. Visse nel Giurassico superiore (Kimmeridgiano, circa 155 milioni di anni fa) e i suoi resti fossili sono stati ritrovati in Kazakistan.

## Descrizione
Questo animale, lungo circa 20 centimetri, possedeva un corpo simile a quello di un'odierna salamandra. Il cranio, al contrario delle forme attuali, era largo e piatto, e possedeva numerose caratteristiche primitive. Ad esempio, le ossa dermiche erano finemente ornamentate. L'ornamentazione sul margine laterale dell'osso parietale e dello squamoso adiacente precludeva il passaggio della parte superficiale del muscolo interno adduttore della mandibola attraverso l'occipite, come avviene nelle odierne salamandre. Karaurus mostra altre caratteristiche primitive, come una fila di denti vomerini paralleli ai denti marginali e la somiglianza degli elementi dello ioide con quelli degli attuali criptobranchidi, considerati tra le salamandre più primitive. Il corpo era piuttosto corto e compatto, e le zampe erano robuste.

## Classificazione

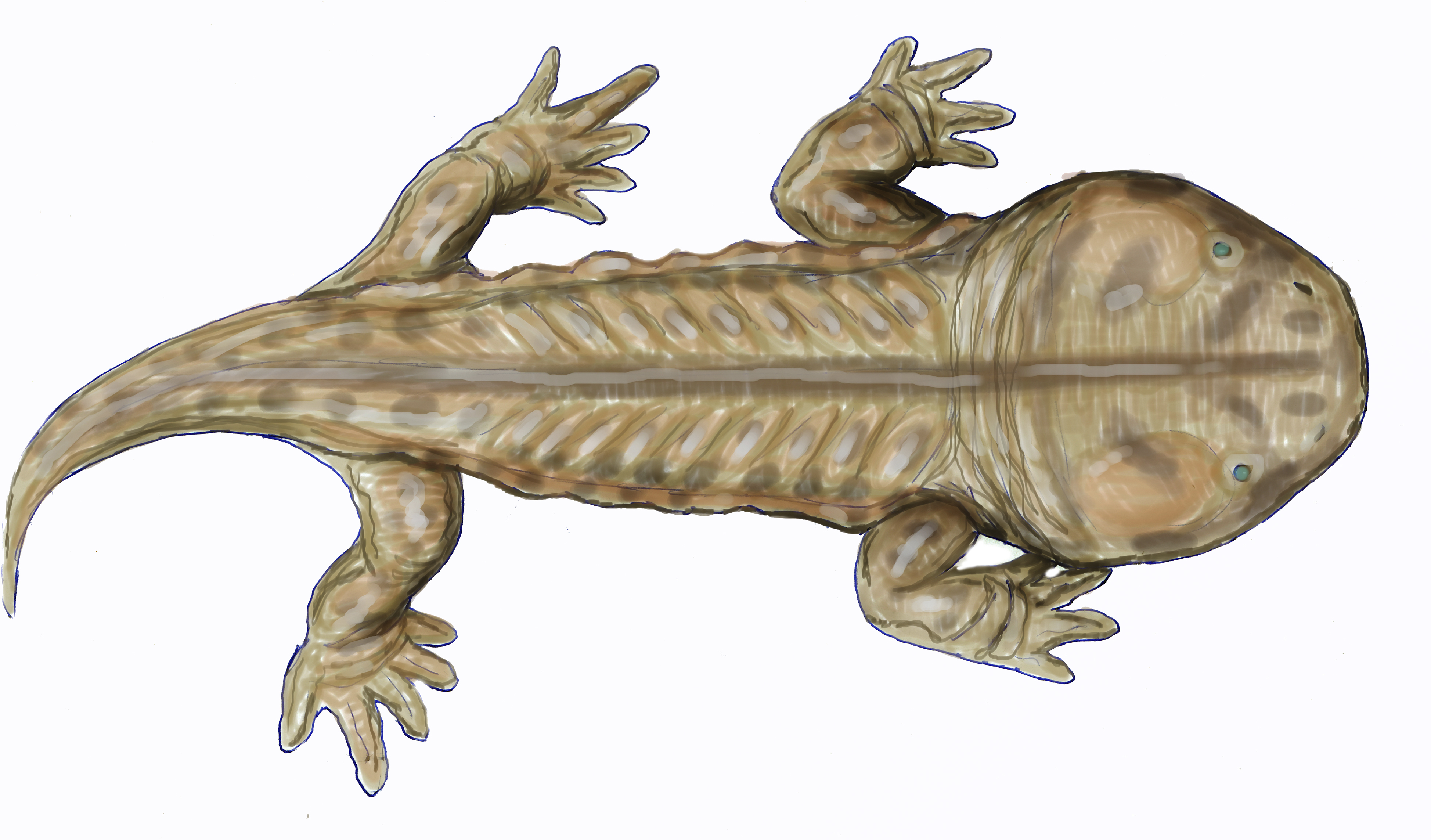
Ricostruzione di Karaurus sharovi

Karaurus sharovi venne descritto per la prima volta nel 1978, sulla base di un fossile pressoché completo e ben conservato, proveniente dalla zona di Karatau (Regione di Žambyl) in Kazakistan. Nello stesso giacimento vennero ritrovati anche gli pterosauri Sordes e Batrachognathus. Karaurus mostra caratteristiche antiquate, in particolare nel cranio, ma è chiaramente già un urodelo. Si suppone che questo animale fosse uno stretto parente degli attuali criptobranchidi, le salamandre più primitive tuttora viventi; in ogni caso, alcune caratteristiche permettono di distinguerlo e di classificarlo in una famiglia a sé stante, i Karauridae, di cui fa parte anche il leggermente più antico Kokartus, proveniente dal Kirghizistan.

## Paleoecologia
Karaurus era sicuramente un animale semiacquatico, che poteva spostarsi sulla terraferma grazie alle forti zampe. Probabilmente nuotava nelle acque dolci a caccia di piccoli invertebrati come vermi, chiocciole, crostacei e insetti.